# 1,1'-(Азодикарбонил)дипиперидин
1,1'-(Азодикарбонил)дипиперидин — органическое вещество, дипиперидид азодикарбоновой кислоты. Находит применение в органическом синтезе как окислитель для первичных и вторичных спиртов.

## Строение и физические свойства
1,1'-(Азодикарбонил)дипиперидин имеет вид золотисто-жёлтых кристаллов. Он нерастворим в петролейном эфире, малорастворим в метаноле, растворим в этаноле, диэтиловом эфире и тетрагидрофуране.
В протонном спектре ЯМР в четырёххлористом углероде реагент даёт два резонансных сигнала: при 1,47-1,88 м д. (12 Н) и при 3,15-3,77 м д. (8 Н). В ИК-спектре наблюдается характеристическая полоса при 1705 см−1.

## Химические свойства
В органическом синтезе 1,1'-(азодикарбонил)дипиперидин применяется преимущественно как окислитель для первичных и вторичных спиртов. В этом случае спирты сначала переводят в алкоголяты под действием н-пропилмагнийбромида или трет-бутоксимагнийбромида (последний полезен, если в субстрат чувствителен к реактивам Гриньяра), а затем обрабатывают 1,2 эквивалента 1,1'-(азодикарбонил)дипиперидина в тетрагидрофуране, что приводит к соответствующим альдегидам и кетонам. Данный подход не затрагивает кратные связи, эпоксиды, амины, сульфиды.